# Дискография Тины Тёрнер
Ниже представлена дискография американской певицы Тины Тёрнер. За свою карьеру Тина записала десять студийных, два концертных альбома, два саундтрека, а также было выпущено пять компиляций.

## Описание
После присоединения к бэнду Айка Тёрнера в качестве бэк-вокалистки, они поженились, создав не только семейный, но и творческий дуэт — Ike & Tina Turner. Совместно они выпустили несколько хитовых композиций, такие как «Proud Mary», «Nutbush City Limits» и др., сумевших возглавить R&B chart. Тандем просуществовал до середины семидесятых годов. Тогда же началась и сольная карьера артистки. Тина выпустила два студийных альбома Tina Turns the Country On (1974) и Acid Queen (1975), на лейбле United Artists. До конца декады Тёрнер записала еще два альбома Rough (1978) и Love Explosion (1979). Тем не менее, все они оказались коммерчески неудачными, что побудило Тину покинуть лейбл. После сотрудничества с группой British Electric Foundation в 1982 году, Тина подписывает контракт с EMI Records в Великобритании и выпускает сингл «Let’s Stay Together» (кавер на песню Эла Грина). Песня добирается до топ-10 британского чарта. В США выпуском и продвижением сингла стал заниматься Capitol Records. Тогда же Тина начинает работу над полноценным альбомом Private Dancer, который был выпущен в мае 1984 года и стал мировым бестселлером. Альбом содержал один из самых крупных хитов Тёрнер за всю карьеру — песню «What’s Love Got to Do with It», который смог продержаться на вершине Billboard Hot 100 в течение трёх недель подряд. Успех альбома способствовал возвращению Тины Тёрнер на мировую музыкальную сцену, она утвердилась в качестве серьезного сольного исполнителя.
На волне успеха Тина записывает две песни к фильму «Безумный Макс 3: Под куполом грома» в 1985 году, включая «We Don't Need Another Hero (Thunderdome)», который также становится хитом. После следует выпуск второго альбома на лейбле Capitol. Break Every Rule также с успехом продаётся в США, а синглы попадают на верхние позиции горячей сотни. В поддержку альбома Тина отправляется в масштабное мировое турне. Вследствие был выпущен первый концертный альбома Tina Live in Europe в 1988 году. Годом позднее выходит седьмой студийный альбом Foreign Affair, который содержит одну из визитных карточек Тёрнер — сингл «The Best». Песня с большим успехом продается в Европе, только в Великобритании было продано около полутора миллионов копий.
Первый сборник хитов Simply the Best становится одной из самых продаваемых пластинок 1991 года в Великобритании. Тогда же переходит на новый лейбл Virgin Records. В 1993 году записывает саундтрек к байопику «На что способна любовь». Благодаря песне «I Don't Wanna Fight» Тина вновь смогла вернуться в топ-10 горячей стони США. В 1995 году записывает заглавную песню для фильма бондианы «Золотой глаз». Последними альбомами в карьере Тёрнер стали Wildest Dreams (1996) и Twenty Four Seven (1999).
За карьеру, продлившуюся пять десятилетий, Тина Тёрнер стала одной из самых продаваемых артисток всех времен в рок-музыке, сумев продать более двухсот миллионов своих записей по всему миру.

## Альбомы

### Студийные альбомы
| Tina Turns the Country On!                                                         | - Выпущен: Август 1974 - Лейбл: United Artists - Formats: Кассета, LP        | —   | —  | —  | — | —  | —  | — | —  | — | — | |
| Acid Queen                                                                         | - Выпущен: Август 1975 - Лейбл: United Artists/EMI - Формат: Кассета, LP     | 115 | 39 | 75 | — | —  | —  | — | —  | — | — | |
| Rough                                                                              | - Выпущен: Сентябрь 1978 - Лейбл: United Artists/EMI - Формат: Кассета, LP   | —   | —  | —  | — | —  | —  | — | —  | — | — | |
| Love Explosion                                                                     | - Выпущен: Март 1979 - Лейбл: United Artists/EMI - Формат: Cassette, LP      | —   | —  | —  | — | —  | —  | — | —  | — | — | |
| Private Dancer                                                                     | - Выпущен: 29 мая 1984 - Лейбл: Capitol - Формат: Кассета, CD, LP            | 3   | 1  | 7  | 1 | 1  | 14 | 2 | 3  | 3 | 2 | - US: 5× Platinum - CAN: 7× Platinum - FRA: Gold - GER: 5× Gold - UK: 3× Platinum                                                    |
| Break Every Rule                                                                   | - Выпущен: 23 сентября 1986 - Лейбл: Capitol - Формат: Кассета, CD, LP       | 4   | 7  | 11 | 2 | 3  | 16 | 1 | 2  | 1 | 2 | - US: Platinum - AUT: 2× Platinum - CAN: Platinum - FRA: Gold - GER: 2× Platinum - UK: Platinum                                      |
| Foreign Affair                                                                     | - Выпущен: 13 сентября 1989 - Лейбл: Capitol - Формат: Кассета, CD, LP       | 31  | 83 | 15 | 1 | 12 | 11 | 1 | 6  | 1 | 1 | - US: Gold - AUS: Platinum - AUT: 3× Platinum - CAN: Platinum - FRA: 2× Gold - GER: 2× Platinum - SWI: 4× Platinum - UK: 5× Platinum |
| Wildest Dreams                                                                     | - Выпущен: 22 апреля 1996 - Лейбл: Virgin, Parlophone - Формат: Кассета, CD  | 61  | 26 | 14 | 2 | 29 | 14 | 2 | 4  | 1 | 4 | - AUT: Platinum - CAN: Gold - FRA: 2× Gold - GER: Platinum - SWI: Platinum - UK: 2× Platinum                                         |
| Twenty Four Seven                                                                  | - Выпущен: 28 октября 1999 - Лейбл: Virgin, Parlophone - Формат: Кассета, CD | 21  | 29 | —  | 5 | 9  | 23 | 3 | 24 | 1 | 9 | - US: Gold - AUT: Gold - CAN: Gold - FRA: Gold - GER: 3× Gold - SWI: Platinum - UK: Platinum                                         |
| Символ «—» означает, что альбом не попал в чарт или не выпускался в данной стране. |                                                                              |     |    |    |   |    |    |   |    |   |   | |

### Саундтреки
| Mad Max Beyond Thunderdome (Морис Жарр, Тина тёрнер, Royal Philharmonic Orchestra) | - Выпущен: 10 июля 1985 - Лейбл: Capitol - Формат: Кассета, CD, LP             | 41 | 47 | 31 | 17 | 33 | —  | 7 | 50 | 5 | — | - CAN: Gold                                                                                   |
| What’s Love Got to Do with It                                                      | - Выпущен: 8 августа 1993 - Лейбл: Parlophone/Virgin - Формат: Кассета, CD, LP | 17 | 8  | 30 | 6  | 5  | 21 | 8 | 12 | 5 | 1 | - US: Platinum - AUT: Gold - CAN: Gold - FRA: Gold - GER: Gold - SWI: Platinum - UK: Platinum |
| Символ «—» означает, что альбом не попал в чарт или не выпускался в данной стране. |                                                                                |    |    |    |    |    |    |   |    |   |   |                                                                                               |

### Сборники
| Simply the Best                                                                    | - Выпущен: 22 октября 1991 - Лейбл: Capitol - Формат: КассЕта, CD   | 113 | 99 | 12 | 8  | 40 | 16 | 4  | 3 | 3  | 2  | - US: Platinum - AUS: 3× Platinum - AUT: 2× Platinum - CAN: Gold - FRA: Gold - GER: 3× Gold - SWI: 2× Platinum - UK: 8× Platinum |
| The Collected Recordings – Sixties to Nineties                                     | - Выпущен: 15 ноября 1994 - Лейбл: Capitol - Формат: CD             | —   | —  | —  | —  | —  | —  | —  | — | —  | —  | |
| All the Best                                                                       | - Выпущен: Ноябрь 2004 - Лейбл: Parlophone - Формат: CD, цифровой   | 2   | 12 | 64 | 3  | 4  | 8  | 5  | 7 | 3  | 6  | - US: Platinum - AUT: Platinum - CAN: Platinum - FRA: Gold - GER: 3× Gold - SWI: Platinum - UK: Platinum                         |
| Tina!                                                                              | - Выпущен: 30 сентября 2008 - Лейбл: Capitol - Формат: CD, цифровой | 61  | 28 | —  | 13 | 49 | 17 | 22 | 9 | 16 | 14 | - UK: Silver |
| Love Songs                                                                         | - Выпущен: 3 февраля 2014 - Лейбл: Rhino - Формат: CD, цифровой     | —   | —  | —  | —  | —  | —  | 56 | — | 30 | 30 | |
| The Greatest Hits                                                                  | - Выпущен: 13 апреля 2018 - Лейбл: Rhino - Формат: CD, цифровой     | —   | —  | —  | —  | —  | —  | —  | — | —  | 48 | |
| Символ «—» означает, что альбом не попал в чарт или не выпускался в данной стране. |                                                                     |     |    |    |    |    |    |    |   |    |    | |

### Концертные альбомы
| Tina Live in Europe                                                                | - Выпущен: 21 марта 1988 - Лейбл: Capitol - Формат: Кассета, CD, LP | 86  | —  | 37 | 4  | 34 | 21 | 4  | 3  | 3  | 8  | - AUT: Platinum - GER: Gold - NVPI: Platinum - UK: Gold |
| Divas Live '99                                                                     | - Выпущен: 13 апреля 1999 - Лейбл: VH1 - Формат: Кассета, CD        | 90  | —  | —  | 43 | —  | 42 | 60 | 41 | 14 | —  | - US: Gold                                              |
| Tina Live                                                                          | - Выпущен: 28 сентября 2009 - Лейбл: Parlophone - Формат: CD, DVD   | 169 | 80 | —  | 8  | —  | 93 | 18 | 3  | 58 | 43 |                                                         |
| Символ «—» означает, что альбом не попал в чарт или не выпускался в данной стране. |                                                                     |     |    |    |    |    |    |    |    |    |    |                                                         |

### Ремиксовые альбомы
| Private Dance Mixes                                                                | - Выпущен: 1985 - Лейбл: Capitol - Формат: CD, LP | — | — | 64 | — | — | — | — | — | — | — |
| Символ «—» означает, что альбом не попал в чарт или не выпускался в данной стране. |                                                   |   |   |    |   |   |   |   |   |   |   |

## Синглы

### 1970-е
| Название                                                                          | Год  | Наивысшая позиция в чартах | Наивысшая позиция в чартах | Наивысшая позиция в чартах | Наивысшая позиция в чартах | Наивысшая позиция в чартах | Наивысшая позиция в чартах | Наивысшая позиция в чартах | Наивысшая позиция в чартах | Наивысшая позиция в чартах | Наивысшая позиция в чартах | Наивысшая позиция в чартах | Альбом         |
| Название                                                                          | Год  | US                         | US R&B                     | AUS                        | AUT                        | BEL                        | CAN                        | FRA                        | GER                        | NED                        | SWI                        | UK                         | Альбом         |
| --------------------------------------------------------------------------------- | ---- | -------------------------- | -------------------------- | -------------------------- | -------------------------- | -------------------------- | -------------------------- | -------------------------- | -------------------------- | -------------------------- | -------------------------- | -------------------------- | -------------- |
| «Baby Get It On» (с Айком Тёрнером)                                               | 1975 | 80                         | 31                         | —                          | —                          | 20                         | —                          | —                          | —                          | 9                          | —                          | —                          | Acid Queen     |
| «Whole Lotta Love»                                                                | 1976 | —                          | 61                         | —                          | —                          | —                          | —                          | —                          | —                          | ―                          | —                          | —                          | Acid Queen     |
| «The Acid Queen»                                                                  | 1976 | —                          | —                          | —                          | —                          | —                          | —                          | —                          | —                          | ―                          | —                          | —                          | Acid Queen     |
| «Under My Thumb»                                                                  | 1977 | —                          | —                          | 80                         | —                          | —                          | —                          | —                          | —                          | ―                          | —                          | —                          | Acid Queen     |
| «Viva La Money»                                                                   | 1978 | —                          | —                          | —                          | —                          | —                          | —                          | —                          | —                          | ―                          | —                          | —                          | Rough          |
| «Root, Toot, Undisputable Rock 'n Roller»                                         | 1978 | —                          | —                          | —                          | —                          | —                          | —                          | —                          | —                          | ―                          | —                          | —                          | Rough          |
| «Sometimes When We Touch»                                                         | 1978 | —                          | —                          | —                          | —                          | —                          | —                          | —                          | —                          | ―                          | —                          | —                          | Rough          |
| «Night Time Is the Right Time»                                                    | 1978 | —                          | —                          | —                          | —                          | —                          | —                          | —                          | —                          | ―                          | —                          | —                          | Rough          |
| «Love Explosion»                                                                  | 1979 | —                          | —                          | —                          | —                          | —                          | —                          | —                          | —                          | ―                          | —                          | —                          | Love Explosion |
| «Back Stabbers»                                                                   | 1979 | —                          | —                          | —                          | —                          | —                          | —                          | —                          | —                          | ―                          | —                          | —                          | Love Explosion |
| «Music Keeps Me Dancin'»                                                          | 1979 | —                          | —                          | —                          | —                          | —                          | —                          | —                          | —                          | ―                          | —                          | —                          | Love Explosion |
| Символ «—» означает, что сингл не попал в чарт или не выпускался в данной стране. |      |                            |                            |                            |                            |                            |                            |                            |                            |                            |                            |                            |                |

### 1980-е
| Название                                                                          | Год  | Наивысшая позиция в чартах | Наивысшая позиция в чартах | Наивысшая позиция в чартах | Наивысшая позиция в чартах | Наивысшая позиция в чартах | Наивысшая позиция в чартах | Наивысшая позиция в чартах | Наивысшая позиция в чартах | Наивысшая позиция в чартах | Наивысшая позиция в чартах | Наивысшая позиция в чартах | Альбом                     |
| Название                                                                          | Год  | US                         | US R&B                     | AUS                        | AUT                        | BEL                        | CAN                        | FRA                        | GER                        | NED                        | SWI                        | UK                         | Альбом                     |
| --------------------------------------------------------------------------------- | ---- | -------------------------- | -------------------------- | -------------------------- | -------------------------- | -------------------------- | -------------------------- | -------------------------- | -------------------------- | -------------------------- | -------------------------- | -------------------------- | -------------------------- |
| «Let's Stay Together»                                                             | 1983 | 26                         | 3                          | 19                         | —                          | 7                          | 43                         | —                          | 18                         | 4                          | 28                         | 6                          | Private Dancer             |
| «Help!»                                                                           | 1984 | —                          | —                          | —                          | —                          | 25                         | —                          | —                          | —                          | 14                         | —                          | 40                         | Private Dancer             |
| «What’s Love Got to Do with It»                                                   | 1984 | 1                          | 2                          | 1                          | 4                          | 20                         | 1                          | 21                         | 7                          | 10                         | 8                          | 3                          | Private Dancer             |
| «Better Be Good to Me»                                                            | 1984 | 5                          | 6                          | 28                         | —                          | 33                         | 6                          | —                          | 52                         | 22                         | —                          | 45                         | Private Dancer             |
| «Private Dancer»                                                                  | 1984 | 7                          | 3                          | 21                         | —                          | 5                          | 11                         | —                          | 20                         | 4                          | —                          | 26                         | Private Dancer             |
| «I Can't Stand the Rain»                                                          | 1985 | —                          | —                          | —                          | 6                          | —                          | —                          | —                          | 9                          | —                          | 15                         | 57                         | Private Dancer             |
| «Show Some Respect»                                                               | 1985 | 37                         | 50                         | —                          | —                          | —                          | 42                         | —                          | —                          | —                          | —                          | —                          | Private Dancer             |
| «We Don't Need Another Hero (Thunderdome)»                                        | 1985 | 2                          | 3                          | 1                          | 2                          | 3                          | 1                          | 3                          | 1                          | 7                          | 1                          | 3                          | Mad Max Beyond Thunderdome |
| «One of the Living»                                                               | 1985 | 15                         | 41                         | 34                         | 12                         | 7                          | 18                         | —                          | 6                          | 10                         | 9                          | 55                         | Mad Max Beyond Thunderdome |
| «Typical Male»                                                                    | 1986 | 2                          | 3                          | 20                         | 6                          | 17                         | 11                         | 31                         | 3                          | 8                          | 2                          | 33                         | Break Every Rule           |
| «Back Where You Started»                                                          | 1986 | —                          | —                          | —                          | —                          | —                          | 85                         | —                          | —                          | —                          | —                          | —                          | Break Every Rule           |
| «Two People»                                                                      | 1986 | 30                         | 18                         | —                          | 19                         | 28                         | 53                         | —                          | 10                         | 20                         | 10                         | 43                         | Break Every Rule           |
| «Girls»                                                                           | 1987 | —                          | —                          | —                          | —                          | —                          | —                          | —                          | —                          | 16                         | —                          | —                          | Break Every Rule           |
| «What You Get Is What You See»                                                    | 1987 | 13                         | —                          | 15                         | 23                         | 38                         | 23                         | —                          | 17                         | —                          | —                          | 30                         | Break Every Rule           |
| «Break Every Rule»                                                                | 1987 | 74                         | —                          | 60                         | 21                         | —                          | —                          | —                          | 38                         | —                          | —                          | 43                         | Break Every Rule           |
| «Paradise Is Here»                                                                | 1987 | —                          | —                          | —                          | 25                         | —                          | —                          | —                          | 31                         | —                          | —                          | 78                         | Break Every Rule           |
| «Afterglow»                                                                       | 1987 | —                          | —                          | —                          | —                          | —                          | —                          | —                          | —                          | —                          | ―                          | —                          | Break Every Rule           |
| «Nutbush City Limits (Live)»                                                      | 1988 | —                          | —                          | —                          | —                          | —                          | —                          | —                          | 45                         | —                          | ―                          | —                          | Tina Live in Europe        |
| «Addicted to Love (Live)»                                                         | 1988 | —                          | —                          | —                          | —                          | 23                         | —                          | —                          | —                          | 19                         | —                          | 71                         | Tina Live in Europe        |
| «Tonight (Live)» (с Дэвидом боуи)                                                 | 1988 | —                          | —                          | —                          | —                          | 3                          | —                          | —                          | 39                         | 1                          | 17                         | —                          | Tina Live in Europe        |
| «A Change Is Gonna Come (Live)»                                                   | 1988 | —                          | —                          | —                          | —                          | —                          | —                          | —                          | —                          | ―                          | —                          | —                          | Tina Live in Europe        |
| «634-5789 (Soulsville, U.S.A.)» (с Робертом Креем)                                | 1989 | —                          | —                          | —                          | —                          | 25                         | —                          | —                          | —                          | 14                         | —                          | —                          | Tina Live in Europe        |
| «The Best»                                                                        | 1989 | 15                         | —                          | 4                          | 2                          | 2                          | 3                          | 23                         | 4                          | 5                          | 3                          | 5                          | Foreign Affair             |
| «I Don't Wanna Lose You»                                                          | 1989 | —                          | —                          | 59                         | 20                         | 9                          | —                          | —                          | 38                         | 24                         | 30                         | 8                          | Foreign Affair             |
| «Steamy Windows»                                                                  | 1989 | 39                         | —                          | 34                         | 18                         | 5                          | 25                         | —                          | 29                         | 16                         | 14                         | 13                         | Foreign Affair             |
| Символ «—» означает, что сингл не попал в чарт или не выпускался в данной стране. |      |                            |                            |                            |                            |                            |                            |                            |                            |                            |                            |                            |                            |

### 1990-е
| Название                                                                          | Год  | Наивысшая позиция в чартах | Наивысшая позиция в чартах | Наивысшая позиция в чартах | Наивысшая позиция в чартах | Наивысшая позиция в чартах | Наивысшая позиция в чартах | Наивысшая позиция в чартах | Наивысшая позиция в чартах | Наивысшая позиция в чартах | Наивысшая позиция в чартах | Наивысшая позиция в чартах | Альбом                        |
| Название                                                                          | Год  | US                         | US R&B                     | AUS                        | AUT                        | BEL                        | CAN                        | FRA                        | GER                        | NED                        | SWI                        | UK                         | Альбом                        |
| --------------------------------------------------------------------------------- | ---- | -------------------------- | -------------------------- | -------------------------- | -------------------------- | -------------------------- | -------------------------- | -------------------------- | -------------------------- | -------------------------- | -------------------------- | -------------------------- | ----------------------------- |
| «Look Me in the Heart»                                                            | 1990 | —                          | —                          | —                          | —                          | —                          | 28                         | 44                         | —                          | —                          | —                          | 31                         | Foreign Affair                |
| «Foreign Affair»                                                                  | 1990 | —                          | —                          | —                          | —                          | 49                         | —                          | —                          | 35                         | 55                         | —                          | —                          | Foreign Affair                |
| «Be Tender with Me Baby»                                                          | 1990 | —                          | —                          | —                          | —                          | —                          | —                          | —                          | —                          | 35                         | —                          | 28                         | Foreign Affair                |
| «Nutbush City Limits (The 90s Version)»                                           | 1991 | —                          | —                          | 16                         | 25                         | 12                         | —                          | —                          | 25                         | 11                         | 12                         | 23                         | Simply the Best               |
| «Way of the World»                                                                | 1991 | —                          | —                          | —                          | 12                         | 16                         | —                          | 25                         | 33                         | 15                         | 29                         | 13                         | Simply the Best               |
| «Love Thing»                                                                      | 1991 | —                          | —                          | 62                         | —                          | —                          | —                          | —                          | 67                         | 36                         | —                          | 29                         | Simply the Best               |
| «I Want You Near Me»                                                              | 1992 | —                          | —                          | —                          | —                          | —                          | —                          | —                          | 53                         | —                          | —                          | 22                         | Simply the Best               |
| «(Simply) The Best» (с Джимми Барнсом)                                            | 1992 | —                          | —                          | 14                         | —                          | —                          | —                          | —                          | —                          | —                          | —                          | —                          | Simply the Best               |
| «I Don't Wanna Fight»                                                             | 1993 | 9                          | 51                         | 39                         | 29                         | 8                          | 1                          | 49                         | 35                         | 14                         | 11                         | 7                          | What’s Love Got to Do with It |
| «Disco Inferno»                                                                   | 1993 | —                          | —                          | 56                         | —                          | 10                         | —                          | —                          | —                          | 16                         | —                          | 12                         | What’s Love Got to Do with It |
| «Why Must We Wait Until Tonight»                                                  | 1993 | 97                         | —                          | —                          | —                          | 49                         | 22                         | —                          | 55                         | —                          | —                          | 16                         | What’s Love Got to Do with It |
| «Proud Mary»                                                                      | 1993 | —                          | —                          | —                          | —                          | —                          | —                          | —                          | —                          | —                          | —                          | 62                         | What’s Love Got to Do with It |
| «GoldenEye»                                                                       | 1995 | —                          | 89                         | 63                         | 5                          | 6                          | 43                         | 3                          | 8                          | 14                         | 3                          | 10                         | Wildest Dreams                |
| «Whatever You Want»                                                               | 1996 | —                          | —                          | 94                         | 27                         | 26                         | —                          | —                          | 53                         | 18                         | 18                         | 23                         | Wildest Dreams                |
| «On Silent Wings» (со Стингом)                                                    | 1996 | —                          | —                          | —                          | 30                         | 36                         | —                          | —                          | 55                         | 37                         | —                          | 13                         | Wildest Dreams                |
| «Missing You»                                                                     | 1996 | 84                         | —                          | —                          | —                          | —                          | —                          | —                          | 66                         | —                          | —                          | 12                         | Wildest Dreams                |
| «Something Beautiful Remains»                                                     | 1996 | —                          | —                          | —                          | —                          | —                          | —                          | —                          | —                          | —                          | —                          | 27                         | Wildest Dreams                |
| «In Your Wildest Dreams» (с Барри Уайтом)                                         | 1996 | —                          | 34                         | —                          | 2                          | 18                         | —                          | —                          | 32                         | 77                         | —                          | 32                         | Wildest Dreams                |
| «When the Heartache Is Over»                                                      | 1999 | —                          | —                          | —                          | 22                         | 17                         | 27                         | 49                         | 23                         | 18                         | 17                         | 10                         | Twenty Four Seven             |
| Символ «—» означает, что сингл не попал в чарт или не выпускался в данной стране. |      |                            |                            |                            |                            |                            |                            |                            |                            |                            |                            |                            |                               |

### 2000-е
| Название                                                                          | Год  | Наивысшая позиция в чартах | Наивысшая позиция в чартах | Наивысшая позиция в чартах | Наивысшая позиция в чартах | Наивысшая позиция в чартах | Наивысшая позиция в чартах | Наивысшая позиция в чартах | Наивысшая позиция в чартах | Наивысшая позиция в чартах | Наивысшая позиция в чартах | Наивысшая позиция в чартах | Альбом            |
| Название                                                                          | Год  | US                         | US R&B                     | AUS                        | AUT                        | BEL                        | CAN                        | FRA                        | GER                        | NED                        | SWI                        | UK                         | Альбом            |
| --------------------------------------------------------------------------------- | ---- | -------------------------- | -------------------------- | -------------------------- | -------------------------- | -------------------------- | -------------------------- | -------------------------- | -------------------------- | -------------------------- | -------------------------- | -------------------------- | ----------------- |
| «Whatever You Need»                                                               | 2000 | —                          | —                          | —                          | —                          | —                          | —                          | —                          | 82                         | 72                         | —                          | 27                         | Twenty Four Seven |
| «Don't Leave Me This Way»                                                         | 2000 | —                          | —                          | —                          | —                          | —                          | —                          | —                          | 78                         | —                          | —                          | —                          | Twenty Four Seven |
| «Open Arms»                                                                       | 2004 | —                          | 70                         | —                          | 31                         | —                          | —                          | —                          | 33                         | 54                         | 32                         | 25                         | All the Best      |
| «Complicated Disaster»                                                            | 2005 | —                          | —                          | —                          | —                          | —                          | —                          | —                          | —                          | —                          | —                          | —                          | All the Best      |
| «I’m Ready»                                                                       | 2008 | —                          | —                          | —                          | —                          | —                          | —                          | —                          | —                          | —                          | —                          | —                          | Tina!             |
| Символ «—» означает, что сингл не попал в чарт или не выпускался в данной стране. |      |                            |                            |                            |                            |                            |                            |                            |                            |                            |                            |                            |                   |

### Как приглашённый артист
| Название                                                                          | Год  | Наивысшая позиция в чартах | Наивысшая позиция в чартах | Наивысшая позиция в чартах | Наивысшая позиция в чартах | Наивысшая позиция в чартах | Наивысшая позиция в чартах | Наивысшая позиция в чартах | Наивысшая позиция в чартах | Наивысшая позиция в чартах | Наивысшая позиция в чартах | Наивысшая позиция в чартах | Альбом                                            |
| Название                                                                          | Год  | US                         | US R&B                     | AUS                        | AUT                        | BEL                        | CAN                        | FRA                        | GER                        | NED                        | SWI                        | UK                         | Альбом                                            |
| --------------------------------------------------------------------------------- | ---- | -------------------------- | -------------------------- | -------------------------- | -------------------------- | -------------------------- | -------------------------- | -------------------------- | -------------------------- | -------------------------- | -------------------------- | -------------------------- | ------------------------------------------------- |
| «Ball of Confusion (That's What the World Is Today)»                              | 1982 | —                          | —                          | —                          | —                          | —                          | —                          | —                          | —                          | —                          | —                          | —                          | B.E.F. Presents: Music of Quality and Distinction |
| «Tonight» (с Дэвидом Боуи)                                                        | 1984 | 53                         | —                          | 70                         | 22                         | —                          | 21                         | —                          | —                          | 45                         | 23                         | 53                         | Tonight                                           |
| «It's Only Love» (с Брайаном Адамсом)                                             | 1985 | 15                         | —                          | 57                         | 30                         | 22                         | 14                         | —                          | 44                         | 20                         | 16                         | 29                         | Reckless                                          |
| «Tearing Us Apart» (с Эриком Клэптоном)                                           | 1987 | —                          | —                          | —                          | —                          | 34                         | —                          | —                          | —                          | 29                         | —                          | 56                         | August                                            |
| «It Takes Two» (с Родом Стюартом)                                                 | 1990 | —                          | —                          | 16                         | 15                         | 6                          | —                          | —                          | 22                         | 3                          | 10                         | 5                          | Vagabond Heart                                    |
| «Cose della vita» (с Эросом Рамаццотти)                                           | 1998 | —                          | —                          | —                          | 10                         | 8                          | —                          | 6                          | 4                          | 4                          | 7                          | ―                          | Eros                                              |
| «Teach Me Again» (с Элизой)                                                       | 2006 | —                          | —                          | —                          | 65                         | —                          | —                          | —                          | 43                         | ―                          | 41                         | —                          | All the Invisible Children                        |
| Символ «—» означает, что сингл не попал в чарт или не выпускался в данной стране. |      |                            |                            |                            |                            |                            |                            |                            |                            |                            |                            |                            |                                                   |

## Видеоальбомы
| Год  | Детали | Сертификации                   |
| ---- | --- | ------------------------------ |
| 1979 | Wild Lady of Rock - Выпущен: 1979 - Лейбл: PolyGram Video                                                    |                                |
| 1982 | Nice 'n' Rough - Выпущен: 1982 - Лейбл: EMI/Thorn                                                            |                                |
| 1984 | Private Dancer — The Videos - Выпущен: 1984 - Лейбл: Pioneer                                                 |                                |
| 1985 | Private Dancer Tour - Выпущен: 1985 - Лейбл: Sony                                                            |                                |
| 1986 | What You See Is What You Get - Выпущен: 1986 - Лейбл: Picture Music International                            |                                |
| 1986 | Break Every Rule: The Videos - Выпущен: 1986 - Лейбл: HBO Cannon Video                                       |                                |
| 1988 | Live in Rio '88 - Выпущен: 1988 - Лейбл: Polygram                                                            |                                |
| 1989 | Foreign Affair — The Videos - Выпущен: 1989 - Лейбл: Capitol                                                 |                                |
| 1991 | Do You Want Some Action? Live in Barcelona 1990 - Выпущен: 1991 - Лейбл: Polygram                            |                                |
| 1991 | Simply the Best: The Video Collection - Выпущен: 1991 - Лейбл: Capitol                                       |                                |
| 1992 | The Girl from Nutbush - Выпущен: 1992 - Лейбл: Strand Home Video                                             |                                |
| 1993 | What’s Love…? Live - Выпущен: September 22, 1993 - Лейбл: Picture                                            |                                |
| 1996 | Live in Amsterdam — Wildest Dreams Tour - Выпущен: September 16, 1997 - Лейбл: Fox Lorber                    | - US: Gold                     |
| 1997 | Behind the Dreams - Выпущен: 1997 - Лейбл: unknown                                                           |                                |
| 1999 | Celebrate! — 60th Birthday Special - Выпущен: November 21, 2000 - Лейбл: Image                               |                                |
| 2000 | One Last Time Live in Concert - Выпущен: February 6, 2001 - Лейбл: Eagle Vision USA                          | - US: Platinum - CAN: Platinum |
| 2005 | All the Best – The Live Collection - Выпущен: March 15, 2005 - Лейбл: Capitol                                | - US: Gold                     |
| 2009 | Tina Live - Выпущен: September 28, 2009 - Лейбл: Parlophone - Записан: 21 марта 2009 в Gelredome, Нидерланды |                                |

## Видеоклипы
| Год  | Песня                                                        | Режиссёр              |
| ---- | ------------------------------------------------------------ | --------------------- |
| 1982 | «Ball of Confusion (That’s What the World is Today)»         | Дэвид Моллет          |
| 1983 | «Let’s Stay Together»                                        | Дэвид Моллет          |
| 1984 | «Help!»                                                      | Неизвестен            |
| 1984 | «What’s Love Got to Do with It»                              | Марк Робинсон         |
| 1984 | «What’s Love Got to Do with It» [чёрно-белая версия]         | Бад Шетзель           |
| 1984 | «Better Be Good to Me»                                       | Брайан Грант          |
| 1984 | «Private Dancer»                                             | Брайан Грант          |
| 1985 | «It’s Only Love» [live] (Bryan Adams featuring Tina Turner)  | Дэвид Моллет          |
| 1985 | «Show Some Respect» [live]                                   | Дэвид Моллет          |
| 1985 | «We Don’t Need Another Hero (Thunderdome)» [concept version] | Джордж Миллер         |
| 1985 | «One of the Living»                                          | Неизвестен            |
| 1986 | «Typical Male»                                               | Брайан Грант          |
| 1986 | «Two People»                                                 | Неизвестен            |
| 1987 | «What You Get Is What You See»                               | Питер Кэр             |
| 1987 | «Break Every Rule»                                           | Энди Мораан           |
| 1987 | «Paradise Is Here» [live]                                    | Энди Мораан           |
| 1988 | «Nutbush City Limits» [live in Rio de Janeiro]               | Неизвестен            |
| 1988 | «Tonight» [live] (с Дэвидом Боуи)                            | Неизвестен            |
| 1988 | «Addicted to Love» [live]                                    | Дэвид Моллет          |
| 1989 | «The Best»                                                   | Лол Крем              |
| 1989 | «I Don’t Wanna Lose You»                                     | Доминик Сена          |
| 1989 | «Steamy Windows»                                             | Энди Мораан           |
| 1990 | «Foreign Affair»                                             | Пола Уолкер           |
| 1990 | «Look Me in the Heart»                                       | Пола Уолкер           |
| 1990 | «Be Tender with Me Baby» [live at Woburn Abbey]              | Ник Фрай              |
| 1990 | «It Takes Two» (with Rod Stewart)                            | Дэвид Хоган           |
| 1991 | «Nutbush City Limits» (The 90s Version)                      | Майкл Бэй и Крис Коуи |
| 1991 | «Way of the World» [USA version]                             | Херб Ритц             |
| 1991 | «Way of the World» [UK version]                              | Пола Уолкер           |
| 1992 | «Love Thing»                                                 | Майкл Бэй             |
| 1992 | «I Want You Near Me»                                         | Пола Уолкер           |
| 1993 | «I Don’t Wanna Fight» [original version]                     | Питер Кэр             |
| 1993 | «I Don’t Wanna Fight» [movie version]                        | Питер Кэр             |
| 1993 | «Why Must We Wait Until Tonight»                             | Питер Кэр             |
| 1993 | «Disco Inferno»                                              | Неизвестен            |
| 1993 | «Proud Mary» [live]                                          | Дэвид Моллет          |
| 1995 | «GoldenEye»                                                  | Джейк Скотт           |
| 1996 | «Whatever You Want»                                          | Стефани Седнуа        |
| 1996 | «On Silent Wings»                                            | Неизвестен            |
| 1996 | «Missing You»                                                | Петер Линдберг        |
| 1996 | «Something Beautiful Remains»                                | Неизвестен            |
| 1996 | «In Your Wildest Dreams»                                     | Неизвестен            |
| 1996 | «In Your Wildest Dreams» [live]                              | Дэвид Моллет          |
| 1997 | «Can’t Stop Thinking of You» (with Eros Ramazzotti)          | Найджел Дик           |
| 1999 | «When the Heartache Is Over»                                 | Пол Бойд              |
| 2000 | «Whatever You Need»                                          | Джейк Нэва            |
| 2006 | «Teach Me Again» (с Элизой)                                  | Стефано Венерусо      |